# Élections législatives de 1936 dans l'Aude
 (août 2024).
Les élections législatives françaises de 1936 ont lieu les 26 avril et 3 mai.

## Élus
|   | Circonscription | Député sortant |  | Groupe parlementaire                      | Député élu       |  | Groupe parlementaire                      |
| - | --------------- | -------------- |  | ----------------------------------------- | ---------------- |  | ----------------------------------------- |
| 1 | Carcassonne     | Henri Gout     |  | Républicain radical et radical-socialiste | Henri Gout       |  | Républicain radical et radical-socialiste |
| 2 | Castelnaudary   | Jean Mistler   |  | Républicain radical et radical-socialiste | Jean Mistler     |  | Républicain radical et radical-socialiste |
| 3 | Limoux          | Pierre Sire    |  | Républicain radical et radical-socialiste | Jean Bousgarbiès |  | Républicain radical et radical-socialiste |
| 4 | 1re de Narbonne | Léon Blum      |  | Parti socialiste                          | Léon Blum        |  | Socialiste                                |
| 5 | 2e de Narbonne  | Léon Castel    |  | Républicain radical et radical-socialiste | Léon Castel      |  | Républicain radical et radical-socialiste |

## Résultats à l'échelle du département
| Partis         | Partis                                          | Premier tour | Premier tour | Deuxième tour | Deuxième tour | Sièges |
| Partis         | Partis                                          | Voix         | %            | Voix          | %             | Sièges |
| -------------- | ----------------------------------------------- | ------------ | ------------ | ------------- | ------------- | ------ |
|                | Parti républicain radical et radical-socialiste | 28 068       | 39,78        | 22 207        | 74,82         | 4      |
|                | Section française de l'Internationale ouvrière  | 26 825       | 38,02        |               |               | 1      |
|                | Fédération républicaine                         | 5 424        | 7,69         | 4 073         | 13,72         | 0      |
|                | Parti communiste-SFIC                           | 4 238        | 6,01         |               |               | 0      |
|                | Droite                                          | 2 879        | 4,08         | 3 379         | 11,38         | 0      |
|                | Socialiste indépendant                          | 2 734        | 3,87         |               |               | 0      |
|                | Républicains indépendants                       | 391          | 0,55         | 0             |               |        |
|                | Divers                                          |              |              | 21            | 0,07          | 0      |
|                |                                                 |              |              |               |               |        |
| Inscrits       | Inscrits                                        | 87 207       | 100,00       | 40 671        | 100,00        | 5      |
| Votants        | Votants                                         | 72 159       | 82,74        | 32 482        | 79,87         |        |
| Abstentions    | Abstentions                                     | 15 048       | 17,26        | 8 189         | 20,13         |        |
| Blancs et nuls | Blancs et nuls                                  | 1 600        | 2,22         | 2 802         | 8,63          |        |
| Exprimés       | Exprimés                                        | 70 559       | 97,78        | 29 680        | 91,37         |        |

## Résultats par arrondissement

### Arrondissement de Carcassonne
| Candidats      | Candidats      | Étiquette      | Premier tour | Premier tour | Deuxième tour | Deuxième tour |
| Candidats      | Candidats      | Étiquette      | Voix         | %            | Voix          | %             |
| -------------- | -------------- | -------------- | ------------ | ------------ | ------------- | ------------- |
|                | Henri Gout     | PRRRS          | 7 790        | 41,27        | 13 669        | 76,95         |
|                | Picolo         | SFIO           | 5 623        | 29,79        | Retrait       | Retrait       |
|                | Albouy         | FR             | 3 943        | 20,89        | 4 073         | 22,93         |
|                | Sourou         | PC-SFIC        | 1 519        | 8,05         | Retrait       | Retrait       |
|                | Divers         | Divers         |              |              | 21            | 0,12          |
|                |                |                |              |              |               |               |
| Inscrits       | Inscrits       | Inscrits       | 23 157       | 100,00       | 23 150        | 100,00        |
| Votants        | Votants        | Votants        | 19 185       | 82,85        | 18 164        | 78,46         |
| Abstention     | Abstention     | Abstention     | 3 972        | 17,15        | 4 986         | 21,54         |
| Blancs et nuls | Blancs et nuls | Blancs et nuls | 310          | 1,62         | 401           | 2,21          |
| Exprimés       | Exprimés       | Exprimés       | 18 875       | 98,38        | 17 763        | 97,79         |

### Arrondissement de Castelnaudary
| Candidats      | Candidats      | Étiquette      | Premier tour | Premier tour | Deuxième tour | Deuxième tour |
| Candidats      | Candidats      | Étiquette      | Voix         | %            | Voix          | %             |
| -------------- | -------------- | -------------- | ------------ | ------------ | ------------- | ------------- |
|                | Jean Mistler   | PRRRS          | 6 749        | 46,52        | 8 538         | 71,65         |
|                | Courrière      | SFIO           | 4 435        | 30,57        | Retrait       | Retrait       |
|                | Detours        | Droite         | 2 879        | 19,84        | 3 379         | 28,35         |
|                | Montech        | PC-SFIC        | 445          | 3,07         | Retrait       | Retrait       |
|                |                |                |              |              |               |               |
| Inscrits       | Inscrits       | Inscrits       | 17 544       | 100,00       | 17 521        | 100,00        |
| Votants        | Votants        | Votants        | 14 995       | 85,47        | 14 318        | 81,72         |
| Abstention     | Abstention     | Abstention     | 2 549        | 14,53        | 3 203         | 18,28         |
| Blancs et nuls | Blancs et nuls | Blancs et nuls | 487          | 2,78         | 2 401         | 13,70         |
| Exprimés       | Exprimés       | Exprimés       | 14 508       | 82,69        | 11 917        | 68,02         |

### Arrondissement de Limoux
| Candidats      | Candidats        | Étiquette               | Premier tour | Premier tour |
| Candidats      | Candidats        | Étiquette               | Voix         | %            |
| -------------- | ---------------- | ----------------------- | ------------ | ------------ |
|                | Jean Bousgarbiès | PRRRS                   | 7 082        | 52,16        |
|                | Demons           | SFIO                    | 5 628        | 41,45        |
|                | Alegret          | PC-SFIC                 | 476          | 3,51         |
|                | Pacou            | Républicain indépendant | 391          | 2,88         |
|                |                  |                         |              |              |
| Inscrits       | Inscrits         | Inscrits                | 16 677       | 100,00       |
| Votants        | Votants          | Votants                 | 13 828       | 82,92        |
| Abstention     | Abstention       | Abstention              | 2 849        | 17,08        |
| Blancs et nuls | Blancs et nuls   | Blancs et nuls          | 251          | 1,82         |
| Exprimés       | Exprimés         | Exprimés                | 13 577       | 98,18        |

### Arrondissement de Narbonne

#### 1recirconscription
| Candidats      | Candidats      | Étiquette              | Premier tour | Premier tour |
| Candidats      | Candidats      | Étiquette              | Voix         | %            |
| -------------- | -------------- | ---------------------- | ------------ | ------------ |
|                | Léon Blum      | SFIO                   | 6 163        | 54,23        |
|                | Badoc          | Socialiste indépendant | 2 734        | 24,06        |
|                | Leroy-Beaulieu | FR                     | 1 481        | 13,03        |
|                | Tailhades      | PC-SFIC                | 986          | 8,68         |
|                |                |                        |              |              |
| Inscrits       | Inscrits       | Inscrits               | 14 419       | 100,00       |
| Votants        | Votants        | Votants                | 11 569       | 80,23        |
| Abstention     | Abstention     | Abstention             | 2 850        | 19,77        |
| Blancs et nuls | Blancs et nuls | Blancs et nuls         | 205          | 1,77         |
| Exprimés       | Exprimés       | Exprimés               | 11 364       | 98,23        |

#### 2ecirconscription
| Candidats      | Candidats      | Étiquette      | Premier tour | Premier tour |
| Candidats      | Candidats      | Étiquette      | Voix         | %            |
| -------------- | -------------- | -------------- | ------------ | ------------ |
|                | Léon Castel    | PRRRS          | 6 447        | 52,69        |
|                | Georges Guille | SFIO           | 4 976        | 40,67        |
|                | Roussel        | PC-SFIC        | 812          | 6,64         |
|                |                |                |              |              |
| Inscrits       | Inscrits       | Inscrits       | 15 410       | 100,00       |
| Votants        | Votants        | Votants        | 12 582       | 81,65        |
| Abstention     | Abstention     | Abstention     | 2 828        | 18,35        |
| Blancs et nuls | Blancs et nuls | Blancs et nuls | 347          | 2,76         |
| Exprimés       | Exprimés       | Exprimés       | 12 235       | 97,24        |